# Le Régiment des bagarreurs
Pour plus de détails, voir Fiche technique et Distribution.
Le Régiment des bagarreurs (The Fighting 69th) est un film américain réalisé par William Keighley, sorti en 1940.

## Fiche technique
- Titre original : The Fighting 69th
- Titre français : Le Régiment des bagarreurs
- Réalisation : William Keighley
- Scénario : Norman Reilly Raine, Fred Niblo Jr. et Dean Riesner
- Direction artistique : Ted Smith
- Photographie : Tony Gaudio
- Montage : Owen Marks
- Musique : Adolph Deutsch
- Société de production : Warner Bros.
- Pays de production : États-Unis
- Format : Noir et blanc - 1,37:1
- Genre : guerre
- Durée : 90 minutes
- Date de sortie : 1940

## Distribution
- James Cagney : Jerry Plunkett
- Pat O'Brien : Père Duffy
- George Brent : Donovan
- Jeffrey Lynn : Joyce Kilmer
- Alan Hale : Sergent Wynn
- Frank McHugh : Burke
- Dennis Morgan : Lieutenant Ames
- Dick Foran : Lieutenant Wynn
- William Lundigan : Timmy Wynn
- Guinn Williams : Paddy Dolan
- Henry O'Neill : le Colonel
- John Litel : Capitaine Mangan
- Sammy Cohen (en) : Mike Murphy
- Harvey Stephens : Major Anderson
- William Hopper : Turner
- Tom Dugan : McManus
- Frank Wilcox : Lieutenant Norman